# Moerisia alberti
Moerisia alberti är en nässeldjursart som beskrevs av Eugène Leloup 1938. Moerisia alberti ingår i släktet Moerisia och familjen Moerisiidae. Inga underarter finns listade i Catalogue of Life.